# Erich G. Fritz

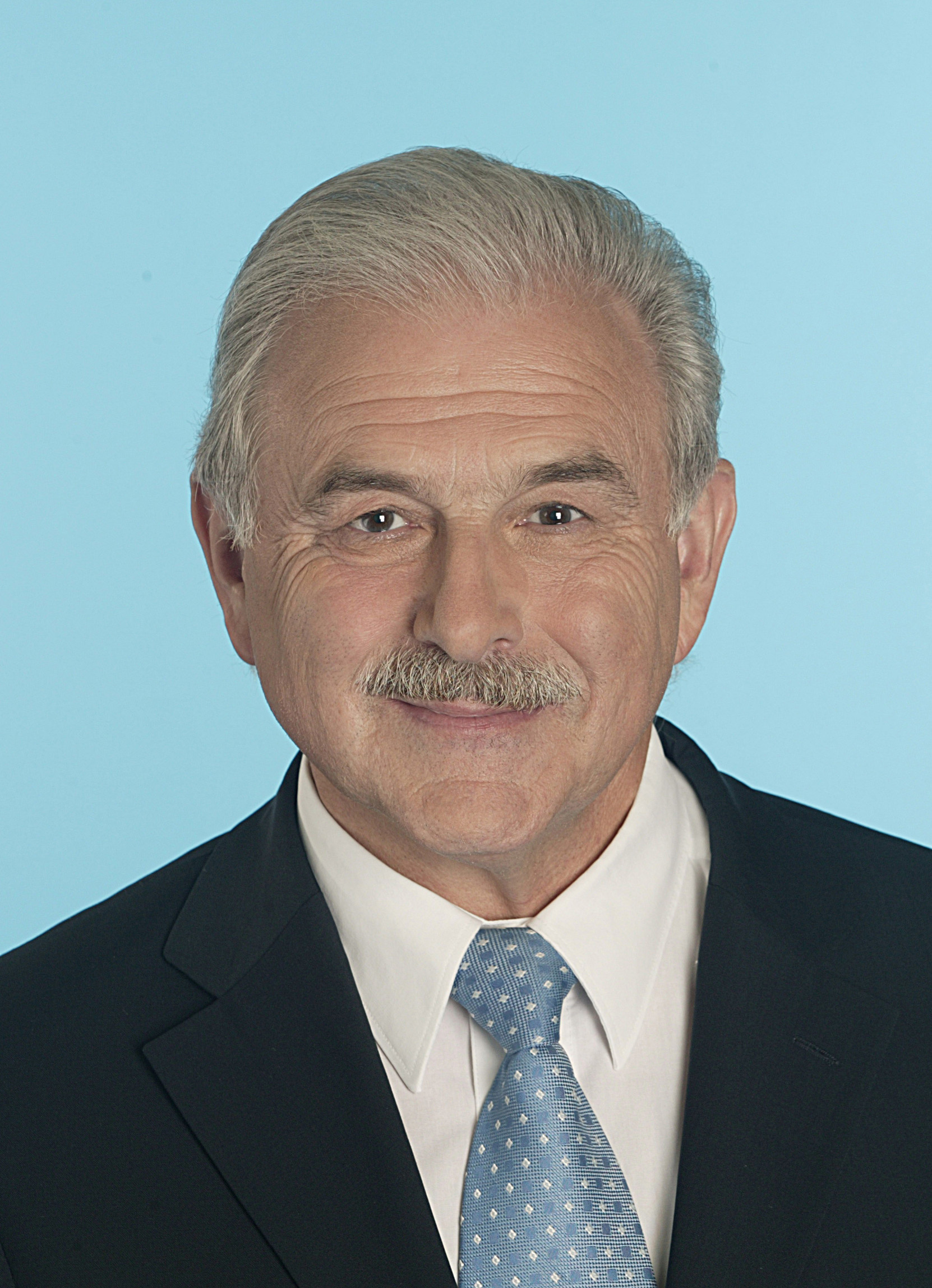
Erich G. Fritz (2005)

Erich Georg Fritz (* 9. Dezember 1946 in Teisendorf, Oberbayern) ist ein ehemaliger deutscher Politiker (CDU). Er war über 23 Jahre Mitglied des Deutschen Bundestages.

## Leben und Beruf
Nach der Mittleren Reife und zweieinhalb Jahren Arbeit auf einer Großbaustelle in München leistete Fritz seinen 18-monatigen Grundwehrdienst in Nordrhein-Westfalen ab und erwarb danach über den zweiten Bildungsweg die allgemeine Hochschulreife. Anschließend studierte er an der Pädagogischen Hochschule Ruhr in Dortmund Geschichte, Deutsch und Geographie. Er schloss das Studium 1972 mit dem ersten Staatsexamen ab. Nach dem Referendariat legte er 1975 auch das zweite Staatsexamen ab und war danach als Lehrer tätig.
Erich G. Fritz ist katholisch, verheiratet und Vater von zwei Kindern.

## Politische Laufbahn
Fritz trat 1976 in die CDU ein. Er war von 1985 bis 2009 Vorsitzender des CDU-Kreisverbandes Dortmund und gehörte von 1986 bis 2012 dem CDU-Bezirksvorstand Ruhr an, zuletzt als stellvertretender Vorsitzender. Er ist Ehrenvorsitzender des CDU-Kreisverbandes Dortmund.
Von 1979 bis 1990 gehörte Fritz dem Stadtrat von Dortmund an und war dort unter anderem kulturpolitischer Sprecher, von 1987 bis 1990 war er Vorsitzender der CDU-Fraktion. Von 1990 bis 2013 war er Mitglied des Deutschen Bundestages. Hier war er von 1991 bis 1998 stellvertretender Vorsitzender der Enquête-Kommission „Schutz des Menschen und der Umwelt“ und von 1994 bis 2002 außenwirtschaftspolitischer Sprecher der CDU/CSU-Bundestagsfraktion. Seit 1998 war Fritz Vorsitzender des Unterausschusses „Globalisierung/Regionalisierung“ bzw. seit 2002 „Globalisierung und Außenwirtschaft“ des Auswärtigen Ausschusses. Als Mitglied im Wirtschaftsausschuss und im Auswärtigen Ausschuss beschäftigte er sich überwiegend mit Fragen internationaler Ordnung, dem Welthandelssystem und als Berichterstatter für Lateinamerika mit den Beziehungen zu den Ländern Mittel- und Südamerikas. Bei der Bundestagswahl 2013 kandidierte er nicht mehr. Fritz war Mitglied des Vorstandes der CDU/CSU-Bundestagsfraktion.

## Mitgliedschaften
Erich G. Fritz war Mitglied der Delegation der Bundesrepublik Deutschland in der Parlamentarischen Versammlung des Europarates, der Deutsch-Brasilianischen, der Deutsch-Chinesischen, der Deutsch-Russischen Parlamentariergruppen des Deutschen Bundestages sowie der zu den SADC-Staaten. Er war stellvertretender Vorsitzender der Deutsch-Rumänischen Parlamentariergruppe und des Deutsch-Rumänischen Forums.
Fritz war über 10 Jahre seit der Gründung Vorsitzender der „Kommende-Stiftung beneVolens“.
Fritz war bis 2013 Vorsitzender des Kuratoriums der Georg Kraus Stiftung und war von Januar 2014 bis Dezember 2023 Vorsitzender der Stiftung. Die Stiftung unterstützt Entwicklungsprojekte. Fritz ist seit 1981 Mitglied der Auslandsgesellschaft.de e. V. (Dortmund) (zuvor Rheinisch-Westfälische Auslandsgesellschaft e. V. und Auslandsgesellschaft NRW e. V.).Er gehörte im September 2024 mehr als vierzig Jahre dem Vorstand an, davon 38 Jahre als Vizepräsident. Die Mitgliederversammlung wählte Fritz zum Ehrenmitglied.

## Veröffentlichungen
- Welthandelsrunden und Freihandelszonen – Wege zu einer Ordnung des Freihandels. In: Friedrich Merz, Michael Glos (Hrsg.): Soziale Marktwirtschaft im 21. Jahrhundert. München 2001.
- Deutsche und Russen – Partner für die europäische Zukunft. In: Erich G. Fritz (Hrsg.): Neue Bewegung in die deutsch-russischen Beziehungen! Oberhausen 2001.
- Die Janusköpfigkeit der sowjetischen Gesellschaft. In: Merten und Eicher (Hrsg.): Deutsch-russische Kulturarbeit in Dortmund. 50 Jahre Länderkreis Osteuropa in der Auslandsgesellschaft NRW. Oberhausen 2002.
- als Herausgeber: Gerald Hensel: Der Atomkonflikt USA – Nordkorea und eine Politik der positiven Anreize. Oberhausen 2004.
- Positive Anreizsteuerung im Atomkonflikt mit Nordkorea. Editorial zu Gerald Hensel: Der Atomkonflikt USA – Nordkorea und eine Politik der positiven Anreize. Oberhausen 2004.
- Russland unter Putin: Weg ohne Demokratie oder russischer Weg zur Demokratie? In: Erich G. Fritz (Hrsg.): Stabilität und Ordnung ohne Freiheit und Demokratie? Chancen und Voraussetzungen einer demokratischen Entwicklung Russlands. Athena Verlag, Oberhausen 2005, S. 111–139.
- Interessen und Verantwortung. China als Mitglied der Welthandelsorganisation (WTO). In: Erich G. Fritz (Hrsg.): China – Partner oder Angstgegner? Mit einem Vorwort von Frank-Walter Steinmeier. Oberhausen 2006.
- Gute Worte – falsche Taten: Was ist aus Putins Demokratie-Rede geworden? In: Die Politische Meinung. Nr. 440, Juli 2006, S. 53–56.
- Positive Veränderungen und bleibende Probleme. In: H. Fennekold, S. Mader (Hrsg.): Anders leben 2020. Oberhausen 2007, S. 103–108.
- Lateinamerikas Rolle im Welthandel – Chancen und Hindernisse. In: Lothar Mark, Erich G. Fritz (Hrsg.): Lateinamerika im Aufbruch. Eine kritische Analyse. Athena-Verlag, Oberhausen 2009, S. 137–149.
- Indien: Krisenbewältigung und neue Chancen. In: Erich G. Fritz (Hrsg.): Entwicklungsland, Global Player: Indiens Weg in die Verantwortung. Athena-Verlag, Oberhausen 2010, S. 119–139.
- Soziale Marktwirtschaft – Modell im globalen Maßstab? Strategische Überlegungen zur wirtschaftlichen Zusammenarbeit." In: Peter Klasvogt, Andreas Fisch (Hrsg.): Was trägt, wenn die Welt aus den Fugen gerät. Christliche Weltverantwortung im Horizont der Globalisierung. Bonifatius Verlag, Paderborn 2010, ISBN 978-3-89710-466-2, S. 243–248.
- als Herausgeber: Zeitenwende in Japan? Mit einem Grußwort des Bundespräsidenten. Athena-Verlag, Oberhausen 2011, ISBN 978-3-89896-475-3.
- Die Entwicklungsdemokratie in der Modernisierungsfalle? Bürgerproteste und Zielkonflikte beflügeln. In: Erich G. Fritz (Hrsg.): Brasilien: Auf dem Sprung zur Weltwirtschaftsmacht? Athena-Verlag, Oberhausen 2013, ISBN 978-3-89896-550-7, S. 237–249.
- Wachstum braucht Fachleute. Unternehmensumfeld Bildung, Ausbildung, Wissenschaft. In: Hartwig Fischer, Erich G. Fritz (Hrsg.): Wirtschaftspartner Afrika – Deutsche Erfahrungen und afrikanische Erwartungen Athena-Verlag, Oberhausen 2013, ISBN 978-3-89896-555-2, S. 203–213.
- 25 Jahre Dortmund–Zwickau. Eine deutsch-deutsche Partnerschaft. Klartext Verlag, Essen 2013, ISBN 978-3-8375-1034-8.
- In Form gepresst. Ausgewählte Eindrücke vom Gang durch die Welt. Verlag Dortmunder Buch, Dortmund 2020, ISBN 978-3-945238-43-1.
- Bücherverbrennung 2.0. und Ein ganzes Leben von 2 bis 20000. (deutsch und in russischer Übersetzung). In: Matthias Engels, Thomas Kade, Thorsten Trelenberg (Hrsg.): Über die blaue Steppe. Ein literarischer Jubiläumsgruß zum 100jährigen Bestehen der Zentralen Stadtbibliothek M. Gorki – Pjatigorsk. Verlag Dortmunder Buch, Dortmund 2020, ISBN 978-3-945238-52-3, S. 46–53.
- als Herausgeber mit Michael Eckhoff: Von der Villa Eversbusch zur Villa Elisa. Geschichte, Umbau und Nutzung eines Hasper Baudenkmals. Ardenkuverlag, Hagen 2022, ISBN 978-3-942184-67-0.
- Wirtschaft und soziale Verantwortung. 25 Jahre Georg Kraus Stiftung. Ein Beitrag zur Geschichte von Wirtschaft und Zivilgesellschaft in Hagen. Ardenkuverlag Hagen 2022,156 S., ISBN 978-3-942184-75-5.
- „Die Georg Kraus Stiftung und ihre Netzwerkarbeit“. In: HagenBuch 2022. Ardenkuverlag Hagen 2022, S. 7–16, ISBN 978-3-942184-62-5.
- „Restauration des Imperiums. Putin macht Ernst. Putins Präsidentschaft – ein Weg der Gewalt.“ In:Krieg in der Ukraine. Zeitenwende. Dortmund 2022, Auslandsgesellschaft.de e. V., S. 18–43.
- „Die 'Fremden' bei uns Zuhause. Ein Beitrag zur Teisendorfer Heimatgeschichte“.  Verlag Dortmunder Buch 2022, 53 S., ISBN 978-3-945238-78-3
- „Zurück auf Los. Höhen und Tiefen in der Arbeit mit Russland.“ In:75 Jahre Auslandsgesellschaft.de e. V., S. 52–64, Dortmund 2024, als Printausgabe herausgegeben von der Auslandsgesellschaft, als Online-Ausgabe auf www.auslandsgesellschaft.de
- „Zeit formt Mensch – formt Mensch Zeit?.“ In 75 Jahre Auslandsgesellschaft.de e. V., S. 45, 81–85, 97–101.
- „Deutsch-Chinesische Kulturarbeit. Interview mit Christa Frommknecht.“ In: 75 Jahre Auslandsgesellschaft.de e. V., S. 74–77.

## Auszeichnungen
- 1990: Ehrenring der Stadt Dortmund
- 1994: IfKOM-Ehrenpreisträger
- 2008: Bundesverdienstkreuz am Bande
- 2013: Verdienstorden Rumäniens im Grad eines Offiziers
- 2024: Ehrenmitglied der Auslandsgesellschaft.de e. V.